# Campeonato Europeu de Futsal de 2016
O Campeonato Europeu de Futsal de 2016 foi a 10ª edição do torneio organizado pela UEFA, disputado na Sérvia entre os dias 2 e 13 de fevereiro. 12 equipas disputaram o título, destas, 11 se classificaram na fase preliminar enquanto a Sérvia classificou-se automaticamente por serem os anfitriões. O campeonato foi disputado em Belgrado.

## Fase de grupos
Todo os jogos no fuso horário CET.

### Grupo A
| Pos | Seleção   | J | V | E | D | GM | GS | DG | Pts |
| --- | --------- | - | - | - | - | -- | -- | -- | --- |
| 1º  | Sérvia    | 2 | 2 | 0 | 0 | 8  | 2  | +6 | 6   |
| 2º  | Portugal  | 2 | 1 | 0 | 1 | 7  | 5  | +2 | 3   |
| 3º  | Eslovênia | 2 | 0 | 0 | 2 | 3  | 11 | -8 | 0   |

| Jogos | Jogos     | Jogos | Jogos     |
| ----- | --------- | ----- | --------- |
| 2 fev | Sérvia    | 5-1   | Eslovênia |
| 4 fev | Eslovênia | 2-6   | Portugal  |
| 6 fev | Portugal  | 1-3   | Sérvia    |

### Grupo B
| Pos | Seleção | J | V | E | D | GM | GS | DG | Pts |
| --- | ------- | - | - | - | - | -- | -- | -- | --- |
| 1º  | Espanha | 2 | 2 | 0 | 0 | 9  | 3  | +6 | 6   |
| 2º  | Ucrânia | 2 | 1 | 0 | 1 | 7  | 7  | 0  | 3   |
| 3º  | Hungria | 2 | 0 | 0 | 2 | 5  | 11 | -6 | 0   |

| Jogos | Jogos   | Jogos | Jogos   |
| ----- | ------- | ----- | ------- |
| 2 fev | Espanha | 5-2   | Hungria |
| 4 fev | Hungria | 3-6   | Ucrânia |
| 6 fev | Ucrânia | 1-4   | Espanha |

### Grupo C
| Pos | Seleção     | J | V | E | D | GM | GS | DG | Pts |
| --- | ----------- | - | - | - | - | -- | -- | -- | --- |
| 1º  | Rússia      | 2 | 1 | 1 | 0 | 4  | 3  | +1 | 4   |
| 2º  | Cazaquistão | 2 | 1 | 0 | 1 | 5  | 4  | +1 | 3   |
| 3º  | Croácia     | 2 | 0 | 1 | 1 | 4  | 6  | -2 | 1   |

| Jogos | Jogos       | Jogos | Jogos       |
| ----- | ----------- | ----- | ----------- |
| 3 fev | Rússia      | 2-1   | Cazaquistão |
| 5 fev | Cazaquistão | 4-2   | Croácia     |
| 7 fev | Croácia     | 2-2   | Rússia      |

### Grupo D
| Pos | Seleção         | J | V | E | D | GM | GS | DG  | Pts |
| --- | --------------- | - | - | - | - | -- | -- | --- | --- |
| 1º  | Itália          | 2 | 2 | 0 | 0 | 10 | 0  | +10 | 6   |
| 2º  | Azerbaijão      | 2 | 1 | 0 | 1 | 6  | 8  | -2  | 3   |
| 3º  | República Checa | 2 | 0 | 0 | 2 | 5  | 13 | -8  | 0   |

| Jogos | Jogos           | Jogos | Jogos           |
| ----- | --------------- | ----- | --------------- |
| 3 fev | Itália          | 3-0   | Azerbaijão      |
| 5 fev | Azerbaijão      | 6-5   | República Checa |
| 7 fev | República Checa | 0-7   | Itália          |

## Fase final
|  | Quartos de Final | Quartos de Final |                 |             | Meias Finais   | Meias Finais   |  |  | Final           | Final |
|  |                  |                  |                 |             |                |                |  |  |                 |       |
|  | 8 de fevereiro   |                  |                 |             |                |                |  |  |                 |       |
|  |                  |                  |                 |             |                |                |  |  |                 |       |
|  | Sérvia           | 2                |                 |             |                |                |  |  |                 |       |
|  | Sérvia           | 2                | 11 de fevereiro |             |                |                |  |  |                 |       |
|  | Ucrânia          | 1                |                 |             |                |                |  |  |                 |       |
|  | Ucrânia          | 1                | Sérvia          | 2           |                |                |  |  |                 |       |
|  | 9 de fevereiro   |                  | Sérvia          | 2           |                |                |  |  |                 |       |
|  |                  | Rússia           | 3 P             |             |                |                |  |  |                 |       |
|  | Rússia           | Rússia           | 3 P             | 6           |                |                |  |  |                 |       |
|  | Rússia           |                  | 13 de fevereiro | 6           |                |                |  |  |                 |       |
|  | Azerbaijão       | 2                |                 |             |                |                |  |  |                 |       |
|  | Azerbaijão       | 2                | Rússia          | 3           |                |                |  |  |                 |       |
|  | 8 de fevereiro   |                  | Rússia          | 3           |                |                |  |  |                 |       |
|  |                  | Espanha          | 7               |             |                |                |  |  |                 |       |
|  | Portugal         | Espanha          | 7               | 2           |                |                |  |  |                 |       |
|  | Portugal         | 11 de fevereiro  |                 | 2           |                |                |  |  |                 |       |
|  | Espanha          | 6                |                 |             |                |                |  |  |                 |       |
|  | Espanha          | 6                | Espanha         | 5           | Terceiro lugar | Terceiro lugar |  |  |                 |       |
|  | 9 de fevereiro   |                  | Espanha         | 5           | Terceiro lugar | Terceiro lugar |  |  |                 |       |
|  |                  | Cazaquistão      | 3               |             |                |                |  |  |                 |       |
|  | Cazaquistão      | Cazaquistão      | 3               | 5           | Sérvia         | 2              |  |  |                 |       |
|  | Cazaquistão      |                  |                 | 5           | Sérvia         | 2              |  |  |                 |       |
|  | Itália           | 2                |                 | Cazaquistão | 5              |                |  |  |                 |       |
|  | Itália           | 2                |                 |             | 5              |                |  |  |                 |       |
|  |                  |                  |                 |             |                |                |  |  | 13 de fevereiro |       |
|  |                  |                  |                 |             |                |                |  |  |                 |       |

## Classificação final
| Ranking | Seleção         |
| ------- | --------------- |
|         | Espanha         |
|         | Rússia          |
|         | Cazaquistão     |
| 4       | Sérvia          |
| 5       | Itália          |
| 6       | Ucrânia         |
| 7       | Portugal        |
| 8       | Azerbaijão      |
| 9       | Croácia         |
| 10      | Hungria         |
| 11      | República Checa |
| 12      | Eslovênia       |

| Campeonato Europeu de Futsal de 2016 |
| ------------------------------------ |
| Espanha 7º Título                    |

## Melhores marcadores
Apenas considerados golos na fase final do torneio. 
6 golos
- Serik Zhamankulov
- Ricardinho
- Alex
- Miguelín
- Mario Rivillos

5 golos
- Mladen Kocić
- Romulo

4 golos
- Zoltán Dróth
- Douglas Jr.
- Sergei Abramov
- Eder Lima

3 golos
- Augusto
- Rodolfo Fortino
- Alex Merlim
- Leo
- Slobodan Rajčević
- Miloš Simić
- Raúl Campos
- Mykola Grytsyna

2 golos
- Fábio Cecílio
- Bebe
- Pola
- Dmytro Bondar

1 golos
- Vitaliy Borisov
- Fineo De Araujo
- Eduardo
- Rizvan Farzaliyev
- Rafael
- Vedran Matošević
- Tihomir Novak
- Josip Suton
- Michal Holý
- Michal Kovács
- Jiří Novotný
- Lukáš Rešetár
- Radim Záruba
- János Trencsényi
- Mauro Canal
- Daniel Giasson
- Humberto Honorio
- Gabriel Lima
- Alessandro Patias
- Aleksandr Dovgan
- Higuita
- Dauren Nurgozhin
- Dinmukhambet Suleimenov
- Chingiz Yesenamanov
- Pedro Cary
- Ivan Milovanov
- Nikolai Pereverzev
- Robinho
- Slobodan Janjić
- Marko Pršić
- Stefan Rakić
- Kristjan Čujec
- Igor Osredkar
- Gašper Vrhovec
- Andresito
- Denys Ovsyannikov
- Oleksandr Sorokin
- Yevgen Valenko

1 auto golo
- Tomáš Koudelka (playing against Italy)
- Péter Németh (playing against Spain)
- Robinho (playing againts Croatia)